# Lido (école)
Pour les articles homonymes, voir Lido.

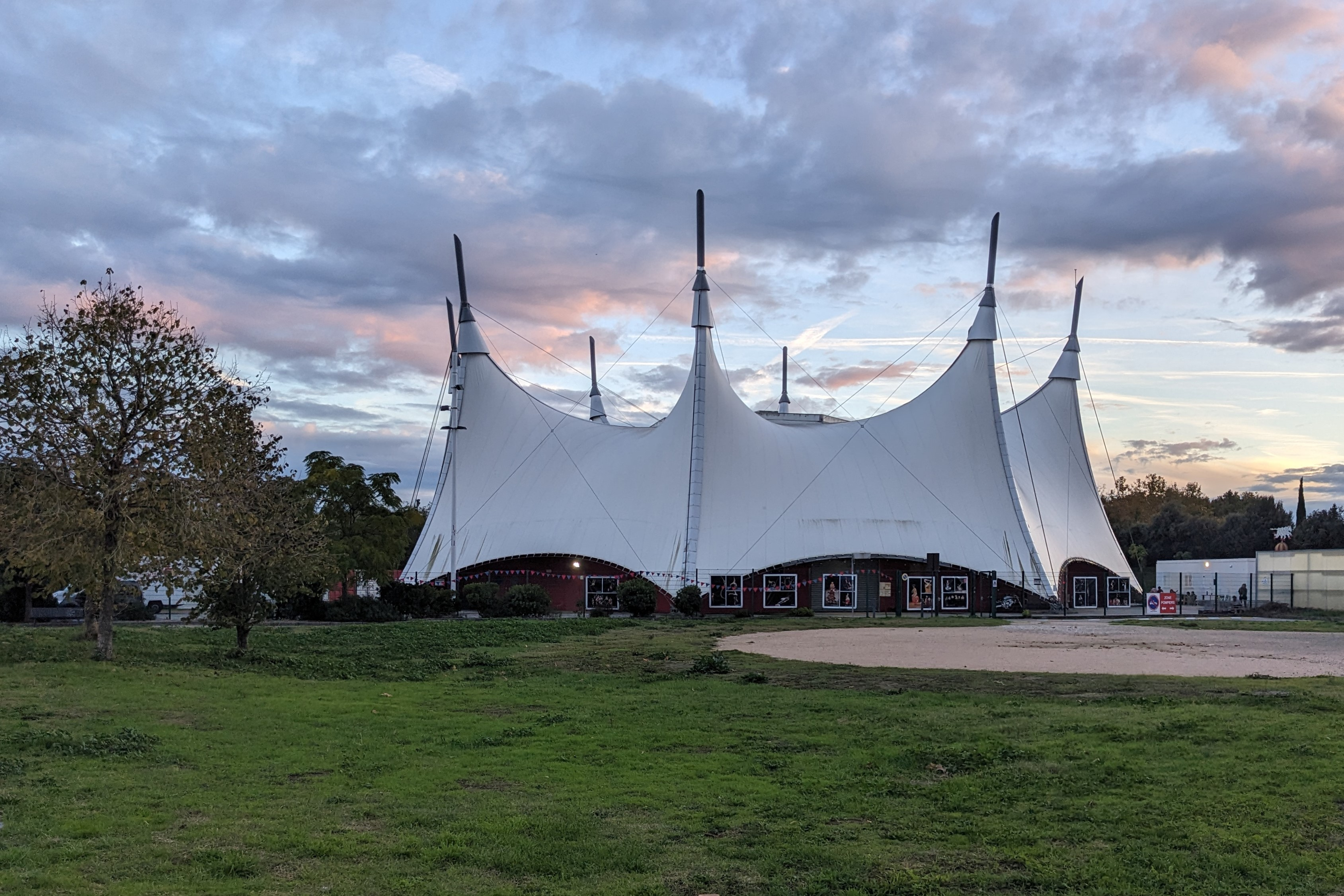
photo du Centre des arts du cirque de Toulouse

Le Lido, centre des arts du cirque de Toulouse, est une école de cirque professionnel française. Le nom provient de son premier emplacement, un ancien cinéma racheté par la mairie en 1982. Sa dynamique se trouve dans le nouveau cirque. Le Lido travaille aussi bien sur les plans régional, national, qu'international. 
L’école du Lido est en train de proposer une réelle réflexion sur le métier de circassien. L’équipe cherche à reconstruire une certaine vision du métier et à révéler l’authenticité de l’artiste. Le projet pédagogique du Lido est constitué par l'apprentissage de la technique artistique et la construction d'un personnalité psychologique de l'artiste. Quand les élèves arrivent au Lido, ils sont déjà techniciens de leur art. Le Lido leur apprend à « créer en tant qu’artiste ».

Le financement de l'école est réalisé par la ville, la DRAC et la région,.

## Histoire
Le Centre des arts du cirque  s’implante en 1988 dans un ancien cinéma de quartier racheté par la Mairie de Toulouse, et la responsabilité en est confiée à Henri Guichard.
En 1993, l’équipe du Lido crée des ateliers de création permettant à des amateurs de devenir professionnels.
En 1998, le Lido se dote d’une véritable formation professionnelle financée par la ville de Toulouse, avec le soutien de la Région Midi-Pyrénées et du Ministère de la Culture. La mission du Lido est tout d’abord de maintenir la qualité du secteur loisir (qui accueille des enfants aux adultes avec plus de 500 adhérents) et du centre de ressources puis d’assurer la mise en place des secteurs de formation professionnelle et du studio de création.
En 2006, le centre municipal des arts du cirque de Toulouse se dote d’une année d’insertion professionnelle qu’elle co-réalise avec « Circuits », scène conventionnée d’Auch.
En 2008-2009, afin de perfectionner son dispositif d’accompagnement, le Lido s’est associé à la Grainerie pour créer la PACT (Pépinière des Arts du Cirque de Toulouse) qui intègre l’ancien studio de création.
Il est depuis 2008 situé 14 rue de Gaillac à Toulouse, sur la zone verte des Argoulets.

## Groupes professionnels et amateurs
Le Lido propose deux types de formations, une pour les professionnels et une pour les amateurs, chaque formation comportant plusieurs groupes.

### Groupes professionnels
On relève trois groupes de cirque professionnels correspondant chacun à une année de formation. Les promotions ont un effectif de 30 personnes qui y entrent très difficilement à la suite de sélections.

#### EP 1
Première année de formation professionnelle.

#### EP 2
Deuxième année de formation professionnelle.

#### IPIs
Troisième année de formation professionnelle.

### Groupes amateurs

#### Groupes loisirs
Dans leur formation artistique, les jeunes évoluent dans les différents groupes de niveaux que ce soit dans section loisir ou la section amateurs (excepté les adultes amateurs et les Kiprocollectifs).

##### Singes / Otaries
Âges allant de 7 à 9 ans. Ces groupes sont une porte d'entrée connue vers la formation d'amateurs proposée par le Lido, l'entrée est connue comme étant très difficile.

##### Ours
Âges allant de 9 à 12 ans, les enfants présents dans ces groupes y restent trois ans.

##### Circastics
Âges allant de 12 à 17 ans, les adolescents présents dans ces groupes y restent cinq ans.

##### Adultes amateurs
Plusieurs cours sont donnés par des personnes différentes en fonction de la technique proposée.

#### Groupes création
Les groupes de création créent leur spectacle sur deux ans, le spectacle de deuxième année étant naturellement plus aboutie que la première

##### Diablotrains / Bulles à pattes
Âges allant de 9 à 12 ans, les enfants présents dans ces groupes y restent trois ans. Ils y effectuent trois heures de cours de cirque par semaine et ont en plus dans l'année trois week-end de cirque sur l'école ainsi qu'un stage de cinq jours durant les vacances scolaires dans un autre lieu pour y travailler leur technique et le spectacle.

##### Simili Circus / Jokers
Âges allant de 12 à 17 ans, les adolescents présents dans ces groupes y restent cinq ans. Ils y effectuent cinq heures de cours de cirque par semaine et ont en plus dans l'année trois week-end de cirque sur l'école, deux stages de cinq jours chacun durant les vacances scolaires dans d'autres lieux pour y travailler leur technique et le spectacle. Durant les vacances d'été, ils partent en tournée sept jours pour effectuer des représentations de leur spectacle.

##### Kiprocollectifs
Les Kiprocollectifs durent deux ans, ils sont souvent intégrés par les jeunes sortant des groupes simili circus, jokers ou circastics voulant s'orienter vers une formation professionnelle ou artistique, mais également des personnes extérieures au Lido.